# Pommier à fleurs

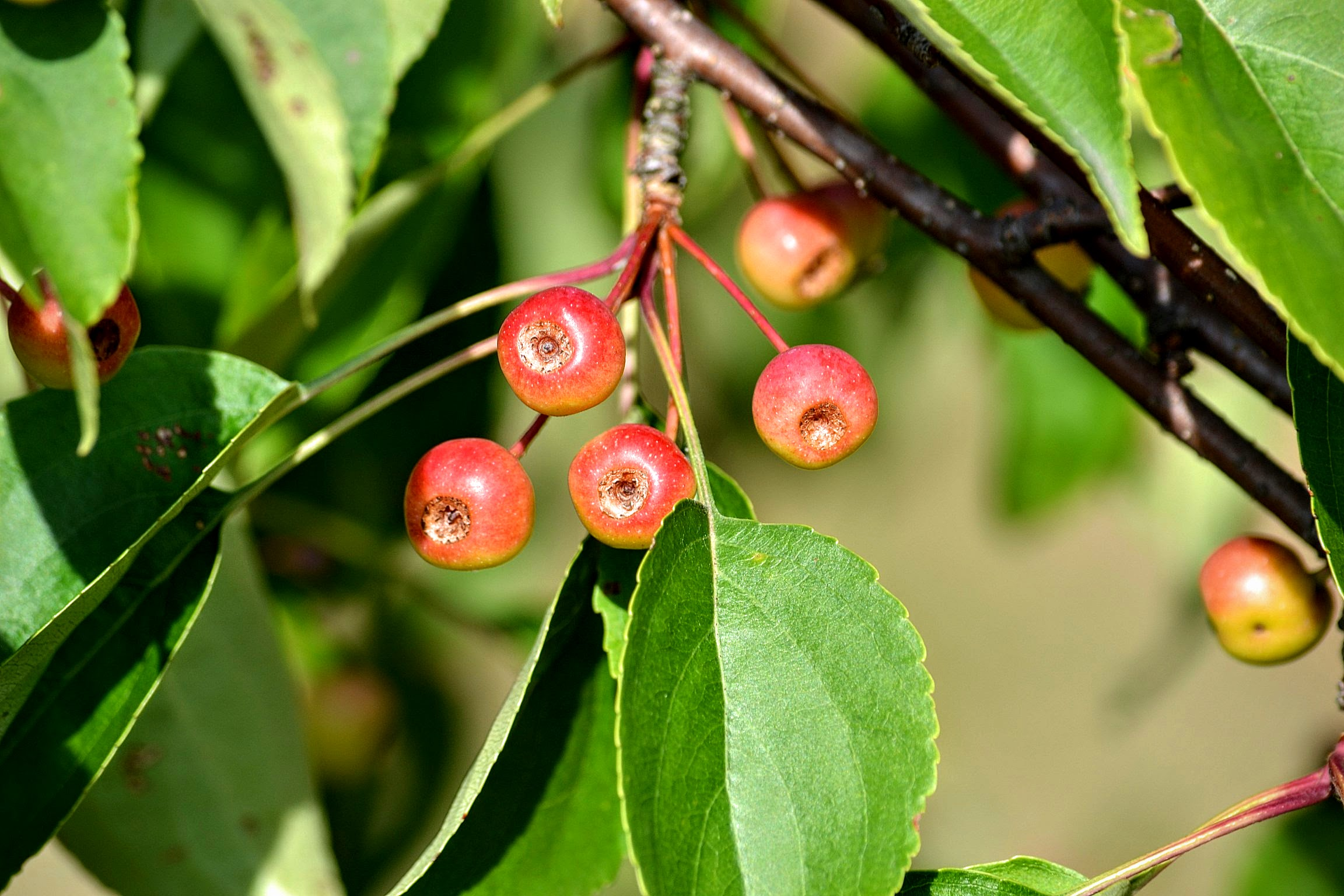
Fruits du pommier à fleurs Malus baccata (pommier de Sibérie).

Le nom de Pommier à fleurs, ou pommetier en Amérique du Nord, est un nom vernaculaire utilisé pour différentes espèces ou cultivars de pommiers du genre Malus à petits fruits semblables à des pommes et dont les plus répandus sont :
- Malus baccata  (L.) Borkh.  (sect. Gymnomeles), le pommier de Sibérie ;
- Malus floribunda  Siebold ex Van Houtte  (sect. Malus), le pommier du Japon ;
- Malus sargentii  Rehder  (sect. Sorbomalus).

## Dans le viridarium du jardin familial
Dans les jardins des particuliers, les pommiers ornementaux servent à la décoration et à la pollinisation globale des pommiers de l'espace réservé aux arbres et arbustes fruitiers : le viridarium. Le plus connu est le pommier Evereste. Cette variété résiste aux principales maladies des pommiers et fleurit de mi-avril à la mi-mai. On utilise aussi le Malus coccinella.